# Грудин, Игорь Александрович
И́горь Алекса́ндрович Гру́дин (род. 15 июня 1945 года, Воркута) — российский тренер, главный тренер российской женской баскетбольной сборной. Мастер спорта СССР по баскетболу.

## Биография
Игорь Александрович Грудин родился в 1945 году в Воркуте.
Выступал в первой лиге чемпионата СССР за московский «Спартак». С 1970 года на тренерской работе: детский тренер (женское отделение Тимирязевской спортшколы); возглавлял московские сборные команды девушек; с 1986 — тренер женских молодёжных сборных СССР.
- 1994—1995 — главный тренер женской сборной России.
- 2004—2008 — главный тренер женской сборной России.
  - Под его руководством сборная страны завоевала все комплекты наград на чемпионатах Европы:
    - 1995 — «бронзу»,
    - 2005 — «серебро»,
    - 2007 — «золото»,

  - 2006 — стала второй на чемпионате мира в Бразилии;
  - 2008 — заняла третье место на Летних Олимпийских играх в Пекине.
- 2003—2007 — возглавлял самарский клуб ВБМ-СГАУ, который был позже переименован в ЦСКА и переехал в Москву. Вместе с этой командой трижды выигрывал чемпионаты России (сезоны 2003—2004 и 2005—2006), столько же раз завоёвывал Кубок страны (2004, 2006—2007).
  - Под руководством Игоря Грудина ВБМ-СГАУ в 2005 году добился победы в сильнейшем клубном турнире Старого Света — Евролиге ФИБА.
  - самарский коллектив со своим наставником стал в 2003 году первым победителем Кубка мира среди женских клубных команд;
  - в этом же составе он трижды стал сильнейшим в турнире Мировой лиги (2004—2005, 2007).
- 2009—2009 — занимал пост спортивного директора ЖБК ЦСКА (Москва); затем возглавил армейский коллектив, который завоевал под его руководством бронзовые медали в чемпионате страны.

В октябре 2009 года Игорь Грудин завершил тренерскую карьеру.

## Интересные факты
В конце 90-х годов XX века Игорь Грудин тренировал во Франции команды:
- «Шаль Лизо»,
- «Тарб»,
- «Мондевиль» (USO Mondeville).

Команды дважды выигрывали Кубок страны и становились призёром национального чемпионата.

## Личная жизнь
Сейчас Игорь Грудин живёт во Франции, в городе Ницца.

## Награды
- Заслуженный тренер России.
- Четырёхкратный лауреат премии РФБ «Золотая корзина» в номинации «Лучший российский тренер, работающий с женскими командами» (2005—2008).